# Püspök földigalamb
A püspök földigalamb (Geotrygon violacea) a madarak osztályának galambalakúak (Columbiformes) rendjéhez és a galambfélék (Columbidae) családjához tartozó  faj.

## Rendszerezése
A fajt Coenraad Jacob Temminck holland arisztokrata és zoológus írta le 1809-ban, az  Columba nembe Columba Violacea néven.

## Alfajai
- Geotrygon violacea albiventer (Lawrence, 1865) - Nicaragua, Costa Rica, Panama, Kolumbia északi része, Venezuela északnyugati része és Guyana
- Geotrygon violacea violacea (Temminck, 1809) - Suriname, Brazília északi és keleti része, Paraguay, és északkelet-Argentína [2]

## Előfordulása
Costa Rica, Nicaragua, Panama, Argentína, Bolívia, Brazília, Kolumbia, Ecuador, Guyana, Paraguay, Peru, Suriname és Venezuela területén honos. 
Természetes élőhelyei a szubtrópusi és trópusi síkvidéki esőerdők, valamint ültetvények és másodlagos erdők. Állandó, nem vonuló faj.

## Megjelenése
Testhossza 24 centiméter, testtömege 93-150 gramm.

## Természetvédelmi helyzete
Az elterjedési területe rendkívül nagy, egyedszáma még nagy, de csökken. A Természetvédelmi Világszövetség Vörös listáján nem fenyegetett fajként szerepel.